# وزارة الزراعة والغابات (تركيا)
وزارة الزراعة والغابات (بالتركية: Tarım ve Orman Bakanlığı) هي وزارة حكومية في جمهورية تركيا ، وهي مسؤولة عن الشؤون المتعلقة بالزراعة والغابات في تركيا.

## الوزير الحالي
- بكير باكديميرلي